# Per Linderoth (1596–1673)
Per Linderoth, före adlandet Andersson, född 1596 i Vallerstads församling, Östergötland. död 4 juni 1673 på Sörby i Varvs socken, Östergötland, var en svensk militär och godsägare.

## Biografi
Per Linderoth föddes 1596 i Vallerstads socken. Han var son till smeden och torparen Anders Nilsson i Vallerstads socken.
Linderoth gjorde för sin tid en mycket ovanlig klassresa. Som son till en smed och torpare lyckades han nå en topposition inom Sveriges förvaltning på 1600-talet. Han gjorde sig bemärkt redan i unga år, han blev 1614 delaktig i ett bråk där han skulle få stryk av sex stora och starka kvarndrängar från Öjebro, men han höll sig undan vid deras besök vid faderns smedja, senare iklädd både värja och harnesk samt dessutom en väldig piska sökte han upp dem längs vägen och gav dem stryk så de tvingades fly. Han sökte sig tidigt utrikes för en tjänst i Tyskland, där han med några få kortare avbrott vistades i nära trettio år och omsider verkligen kom åter till Sverige som överste . När han återkom till Sverige blev han 1626 ryttare vid Östgöta regemente och löjtnant där redan 1627. Han blev ryttmästare 1631 och överste för ett regemente tyska ryttare 1645. Av Karl XI utsågs han till generalmajor av kavalleriet och krigsråd 1657, varvid han är en av strategerna bakom Karl X Gustavs första danska krig och andra danska krig. Han adlades under namnet Linderoth 1645 och introducerades 1647 under nummer 337. Som jordbrukare och godsägare drev han Sörby säteri, Ingemarstorp herrgård, Ginkelösa i Bankekinds härad och 1646 köpte han l/8 frälse av Blidkulla i Vallerstads socken. Till Varvs kyrka
 skänkte han en predikstol. Linderoth och hans hustru begravdes Varvs kyrka, där deras gravsten med bådas uthuggna bilder lades 1659, i samband med att den nya Varv och Styra kyrka uppfördes 1860-1862 flyttades gravstenen till den nya kyrkans södra vägg. Hans vapen sattes upp i den gamla kyrkan och i sakristian förvaras då det svärd han bar som överste.
Biskop Terserus väckte fråga i Linköpings konsistorium om hans begravning, "emedan han i livstiden varit ogudaktig och mycket svurit, viljande därför vara underrättad om hans dödsberedelse".

### Familj
Linderoth var gift med Catharina Agneta Nagel (död 1671), som var av tysk ätt och som förde med sig stora rikedomar till Sverige. De fick tillsammans barnen kommendanten Mårten Linderoth (död 1683).
Paret fick sönerna Mårten och Gabriel.